# Dr. rer. nat.
Doctor rerum naturalium (latim para 'doutor de ciências naturais'), abreviado Dr. rer. nat., é um grau acadêmico de doutorado concedido por universidades em alguns países de língua alemã (por exemplo, Alemanha e Áustria) para graduados em matemática, física, química, biologia, geologia, ciência da computação, farmácia e outras ciências naturais e áreas semelhantes. As universidades também podem conceder títulos diferentes para esses campos, dependendo do tópico de uma tese de doutorado e de quais títulos uma universidade pode conceder. Na Suíça de língua alemã o equivalente ao Dr. rer. nat. é o Dr. phil. nat. O Instituto de Tecnologia de Karlsruhe, por exemplo, pode conceder um Dr. rer. nat. ou um Dr.-Ing. para graduados em ciência da computação, diferenciando entre graus em tópicos teóricos e práticos. Esses doutorados são equivalentes ao PhD concedido em países de língua inglesa. As universidades alemãs costumam traduzir um Dr. rer. nat. como doctorate of natural sciences ou Doctor of Science.
Para iniciar um doutorado na Alemanha, os alunos geralmente devem possuir um mestrado na área relacionada. Os programas de doutorado em ciências naturais geralmente são projetados para permitir a graduação em três a cinco anos, com um tempo médio de graduação de 4,3 anos. Os requisitos exatos para a graduação diferem de acordo com a universidade, mas geralmente incluem a exigência de uma contribuição substancial para o campo de estudo.
Na República Tcheca e na Eslováquia (antiga Tchecoslováquia) é atribuído um grau similarmente designado, abreviado RNDr., mas não deve ser confundido com o Dr. rer. nat. pois é apenas uma extensão de um mestrado.